# ارنان کرسپو
ارنان خورخه کرسپو (به اسپانیایی: Hernán Jorge Crespo) (زاده ۵ ژوئیه ۱۹۷۵ در فلوریدا - آرژانتین) بازیکن سابق  و مربی اهل فوتبال آرژانتین است.
او در تیم‌های ریور پلاته، پارما، لاتزیو، اینتر میلان، میلان، چلسی و جنوا بازی کرده‌است.
کرسپو ۶۴ بازی هم برای تیم ملی فوتبال آرژانتین انجام داده‌است. کرسپو یکی از بهترین مهاجمان تاریخ فوتبال به‌شمار می‌رود و در لیست فیفا ۱۰۰ و بهترین بازیکن قرن باشگاه پارما و لاتزیو قرار دارد.او زمانی کوتاهی یکی از بهترین مهاجمان آرژانتین بود

## افتخارات

### تیم ملی آرژانتین
نایب قهرمانی المپیک ۱۹۹۶ آتلانتا و کسب عنوان آقای گل این رقابتها
بهترین گلزن رقابتهای مقدماتی جام جهانی ۲۰۰۲ کره جنوبی و ژاپن با ۹ گل به همراه اگوستین دلگادوی اکوادوری

### ریورپلاته
- ۲ قهرمانی لیگ آرژانتین (آپرتورا) به سالهای ۱۹۹۳ و ۱۹۹۴
- قهرمانی کوپا لیبرتادورس ۱۹۹۶

### پارما
- قهرمانی جام یوفا ۹۹–۹۸
- قهرمانی کوپا ایتالیا ۹۹–۹۸
- قهرمانی سوپرکاپ ایتالیا ۹۹–۹۸

### لاتزیو
- قهرمانی سوپرکاپ ایتالیا ۲۰۰۰–۱۹۹۹
- آقای گلی سری آ ۲۰۰۱–۲۰۰۰
- صاحب کفش نقره اروپا ۲۰۰۱–۲۰۰۰  میلان نایب قهرمان لیگ قهرمانان اروپا ۲۰۰۵

### سرمربی‌گری
- قهرمانی جام ولیعهد قطر ۲۰۲۳ به همراه الدحیل
-قهرمانی لیگ قهرمانان آسیا۲۴–۲۰۲۳ به همراه باشگاه فوتبال العین امارات

## تیم ملی آرژانتین
در بازی‌های المپیک ۱۹۹۶ کرسپو با زدن ۶ گل برترین گلزن رقابتها شد و به همراه تیم ملی آرژانتین به نایب قهرمانی رسید. اولین بازی ملیش در رده بزرگسالان را در فوریه ۹۵ برابر بلغارستان به انجام رساند. اولین گل ملیش را در رقابتهای مقدماتی جام جهانی ۹۸ فرانسه برابر اکوادور به ثمر رساند. همچنین در بازی تدارکاتی پیش از همین جام جهانی برابر یوگسلاوی توانست یک سه گله برای خود ثبت کند. در رقابتهای مقدماتی جام جهانی ۲۰۰۲ کره جنوبی و ژاپن کرسپو با به ثمر رساندن ۹ گل به همراه اگوستین دلگادوی اکوادوری برترین گلزن شد و آرژانتین نیز بر صدر جدول تکیه زد؛ مارچلو بیلسا سرمربی وقت تیم ملی آرژانتین برای سومین جام جهانی متوالی باز هم گابریل باتیستوتا را به عنوان مهاجم ثابت تیمش برگزید. وی یک گل برابر سوئد به ثمر رساند، باتیستوتا در هر سه بازی به صورت ثابت به میدان رفت و همان یک گل را در بازی نخست مقابل نیجریه به ثمر رساند. در رقابتهای مقدماتی جام جهانی ۲۰۰۶ آلمان هم کرسپو برای دومین بار متوالی بهترین گلزن تیم ملی آرژانتین شد. در جام جهانی هم او موفق شد دروازه ساحل عاج، صربستان و مونتنگرو در مرحله گروهی و مکزیک در مرحله یک‌هشتم نهایی را بگشاید.

## فوتبال باشگاهی

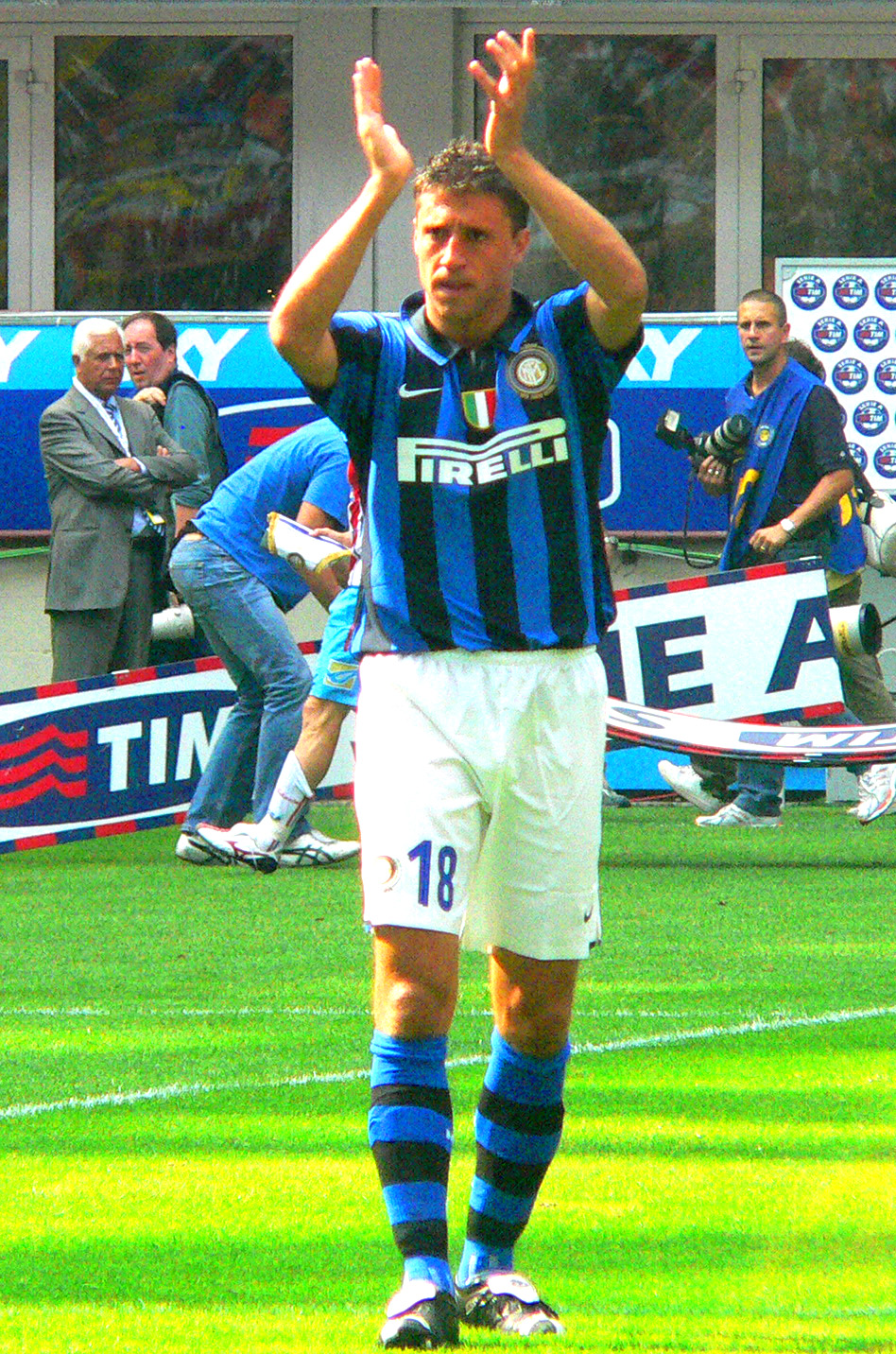
هرنان کرسپو در لباس اینتر در سال ۲۰۰۷.

کرسپو در عرصه فوتبال باشگاهی برای تیم‌های ریورپلاته آرژانتین، پارما، لاتزیو، اینترمیلان، آ.ث. میلان و جنوای ایتالیا و چلسی انگلستان به میدان رفته‌است.

### ریورپلاته
کرسپو در فصل ۹۴–۹۳ توانست در نخستین فصل به میدان رفتنش برای این تیم با به ثمر رساندن ۱۳ گل در طی ۲۵ بازی قهرمانی آپرتورای آرژانتین را تجربه کند. همچنین در کوپا لیبرتادورس ۹۶ هنگامیکه در دیدار نهایی برگشت مقابل آمریکای کلمبیا هر دو گل تیمش را به ثمر رساند طعم قهرمانی را چشید.

### پارما
کرسپو در ۱۲ اوت ۹۶ پس از نایب قهرمانی در بازی‌های المپیک آتلانتا و کسب عنوان آقای گلی این رقابتها با به ثمر رساندن ۶ گل ریورپلاته را به مقصد پارمای ایتالیا ترک کرد. وی در ۶ ماه نخست حضورش در پارما تحت هدایت کارلو آنجلوتی نتوانست گلی به ثمر رساند ولی سرانجام در ۲۷ باری که برای پارما به میدان رفت توانست ۱۲ بار دروازه حریفان را بگشاید. پارما در فصل ۹۹–۹۸ کوپا ایتالیا و جام یوفا را به همراه کرسپو فتح کرد. تیمی که ستارگان بسیاری نظیر جیان لوییجی بوفون، فابیو کاناوارو، خوان سباستین ورون، لیلیان تورام و انریکو کیزا را به دنیای فوتبال شناساند. کرسپو در دیدار نهایی جام یوفای ۹۹–۹۸ گل اول تیمش را روی تیزچنگی و به دنبال پاس رو به عقب ناموفق لورن بلان به ثمر رساند و به عنوان بهترین بازیکن میدان نیز برگزیده شد. او در دوره اول حضورش در پارمای ایتالیا ۸۰ گل طی ۴ فصل به ثمر رساند.

### لاتزیو
سال ۲۰۰۰ کرسپو پارما را به مقصد لاتزیویی که مدافع عنوان قهرمانی سری آ محسوب می‌شد ترک کرد و در همان نخستین فصل حضورش در لاتزیو با به ثمر رساندن ۲۶ گل در سری آ عنوان آقای گل این رقابتها را کسب کرد. در همین فصل او توانست در نخستین فصل حضورش در لیگ قهرمانان اروپا در مرحله دوم گروهی در دیدارهای رفت و برگشت دروازه رئال مادرید را بگشاید و بدین ترتیب با رقم زدن آمار ۴۰ بازی ۲۸ گل صاحب کفش نقره ای فوتبال اروپا شود. او در فصل حضورش در فصل ۲۰۰۲–۲۰۰۱ ۱۳ گل در سری آ، ۴ گل در کوپا ایتالیا و ۳ گل در لیگ قهرمانان اروپا به ثمر رساند.

### اینتر میلان
در ۳۱ اوت ۲۰۰۲ پس از ناکامی تیم ملی آرژانتین در صعود از مرحله گروهی جام جهانی هرنان با قراردادی به مبلغ ۲۶ میلیون یورو راهی اینترمیلانی که با رفتن رونالدوی برزیلی به رئال مادرید در پی جایگزینی برای وی بود شد. طی این فصل کرسپو به همراه کریستین ویری و آلوارو رکوبا خط حمله قدرتمندی را برای اینترمیلان تشکیل داده بودند. در همین فصل بود که او توانست طی ۶ بازی دور نخست گروهی لیگ قهرمانان اروپا ۸ گل به ثمر رساند، تا با احتساب تک گلش در مقابل نیوکاسل با ۹ گل موفق‌ترین فصلش در این رقابتها را پشت سر بگذارد. او در این فصل در سری آ نیز در ۱۸ بازی ۷ گل برای اینترمیلان به ثمر رساند.

### چلسی
و با قراردادی ۲۴ میلیونی به استانفوردبریج چلسی رفت و اونجا به نیمکت نشینی صرف تبدیل شد وی در برنامه‌های خوزه مورینیو هم جایی نداشت و ایتالیا را بیشتر نمی‌پسندید و در فصل ۲۰۰۲/۲۰۰۳ به صورت قرضی به رقیب یعنی میلان پیوست.

### آ.ث. میلان
ژوزه مورینیوی پرتغالی با قهرمان کردن پورتو در لیگ قهرمانان اروپا خود را به عنوان یک مربی کلاس جهانی به همگان معرفی کرد و این کافی بود تا رومن آبراموویچ، مالک ثروتمند چلسی برای سپردن سکان هدایت تیمش به او دست به کار شود. در پی این انتقال مورینیو که اعتقاد راسخی به دیدیه دروگبا داشت وی را برای مهاجم ثابت تیمش در نظر گرفت تا هرنان در پی درخواست مربی سابقش کارلو آنجلوتی با قراردادی قرضی بار دیگر راهی سری آ و این بار ای.سی. میلان شود. در هفته‌های آغازین این فصل کرسپو باز هم به مانند شروعش در پارما در گلزنی ناموفق عمل کرد تا جایی که مدیران ای.سی. میلان در مورد نگهداشتن وی برای ادامه فصل مردد گشته بودند. سرانجام کرسپو با گلزنی مقابل پالرمو در کوپا ایتالیا به روند ناکامی‌هایش پایان داد. او در ادامه ۱۱ گل در سری آ و ۶ گل در لیگ قهرمانان اروپا به ثمر رساند.

### دوباره اینترمیلان
وی در سال ۲۰۰۶ به جای اصلی خود که قبلاً هم در آن بازی کرده بازگشت. وی همسری ایتالیائی دارد و شاید هم به میل همسرش پای به جوزپه مئاتزا گذاشت تا با اینتر میلان روزهای خوشی را سپری کند.

### جنوا
کرسپو که در اینتر مورینیو جایی نداشت به جنوا رفت و در شانزده بازی شش گل به ثمر رساند.
دوباره پارما
هرنان کرسپو در فصل ۲۰۱۰–۲۰۱۲ به تیم محبوب خود بازگشت اما آن موفقیت که در فصل اول حضورش در پارما را داشت را نداشت او در ۴۶ بازی برای این تیم ده گل هم به ثمر رساند.